# Hugo Heymann

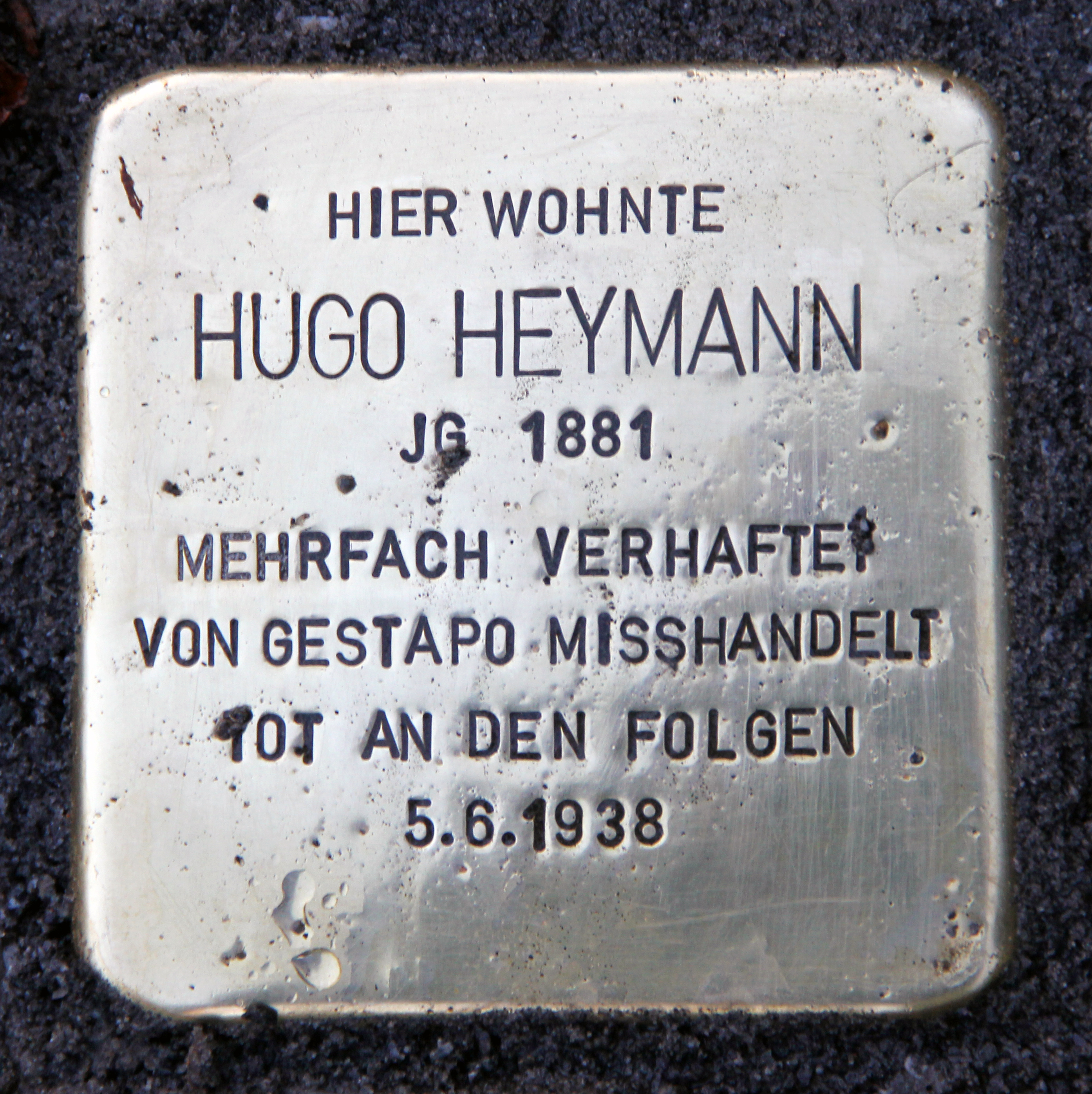
Stolperstein am Haus Berkaer Straße 31 in Berlin-Schmargendorf

Hugo Heymann (geboren 31. Dezember 1881 in Mannheim; gestorben 5. Juni 1938 in Berlin) war ein deutscher Jurist, Unternehmer und NS-Opfer. Er war einer der Eigentümer der Villa Wurmbach, der heutigen Dienstvilla des Bundespräsidenten in Berlin-Dahlem. Heymann starb, noch bevor er Deutschland verlassen konnte, an den Folgen von Gestapo-Verhören, nachdem er aufgrund von Urämie ins Krankenhaus eingeliefert worden war.

## Leben
Hugo Heymann heiratete Maria, genannt Wera. Er kam durch Herstellung und Vertrieb von künstlichen Perlen zu einem beachtlichen Vermögen. So konnte er die Villa Wurmbach in Dahlem erwerben. Weitere Liegenschaften besaß er in Köln und Mannheim. 1933 verkaufte er die Villa und bezog an der Berkaer Straße in Berlin-Schmargendorf eine Wohnung mit zehn Zimmern.
Im Februar 1938 verkaufte er seine Perlenfabrik für 50.000 Reichsmark an Karl-Ernst Nadolny († 1941).
Das Paar lebte zuletzt im Savoy Hotel. Nach Angaben seiner Witwe beabsichtigten sie, nach Norwegen zu emigrieren, wobei er jedoch mehrfach von der Gestapo abgeholt, verhört und gefoltert worden sein soll. Laut dem Historiker Julien Reitzenstein wurde der Erlös des Verkaufs von der Gestapo direkt aus dem Hotelsafe beschlagnahmt. Dafür, dass seine Immobilien in Köln und Mannheim „arisiert“ wurden, sind keine Akten auffindbar. Reitzenstein schreibt, dass Hugo Heymann an den Verletzungen starb, „die er durch die Misshandlungen der Gestapo erlitten hatte“.
Die im Februar 1938 verkaufte Kunstperlenfabrik wurde im September 1939 auf dem Grundstück Ritterstraße 69 (SW 68) untergebracht. Im Januar 1944 wurde sie durch Brandbomben zerstört. Maria Heymann überlebte das NS-Regime.

## Villa Wurmbach

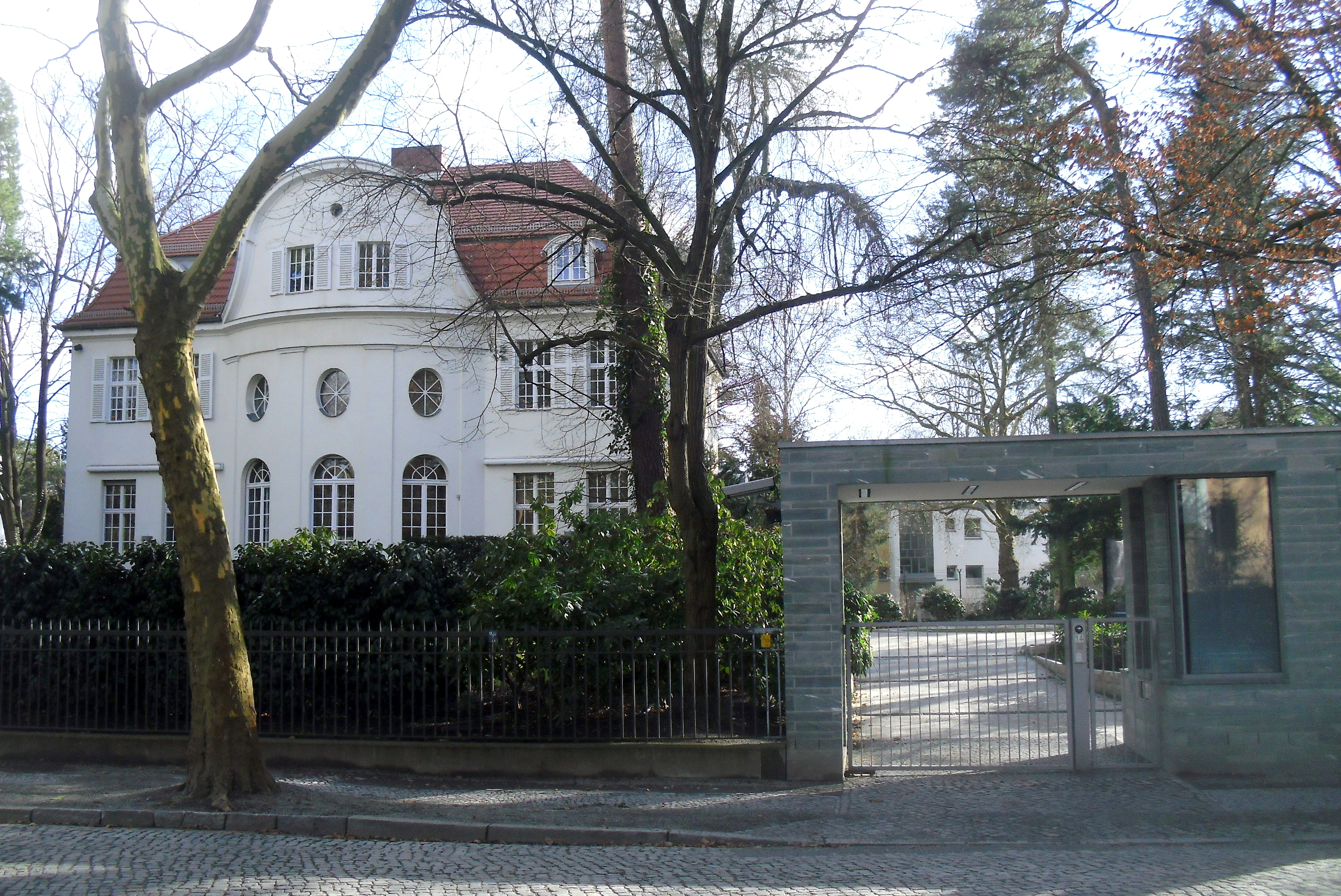
Villa Wurmbach in Berlin

Heymann kaufte die Villa Wurmbach aus dem Nachlass des Unternehmers Julius Wurmbach, der sie erbaut hatte und im Jahr 1926 Suizid begangen hatte. Für die Villa mit 400 m² Wohnfläche zuzüglich Dach und Keller zahlte er 150.000 Reichsmark. Weitere 20.000 Reichsmark investierte er in Um- und Ausbauten.
Kurz nach der Machtergreifung des NS-Regimes, am 8. Februar 1933, verkaufte er die Villa „für einen bemerkenswert günstigen Preis“ an den Verleger Waldemar Gerber (1888–1968) aus Potsdam, den Herausgeber der Potsdamer Tageszeitung, nachdem der Reichsinnenminister Wilhelm Sollmann (SPD) ihm über seine Frau klargemacht hatte, dass „schreckliche Zeiten“ bevorstünden. Der Kaufvertrag wurde vor dem Notar Georg Lehmann gefertigt; der Kaufpreis von 86.000 Reichsmark soll 30 Prozent unter dem Preis gelegen haben, den Heymann selbst bezahlt hatte.
Heymanns Witwe Maria klagte 1951 auf Restitution der Villa. Das Landgericht Berlin lehnte die Klage ab, obwohl ihre Haushälterin und Sollmann ihre Aussagen bestätigten. Der Notar Lehmann, der 1940 nach Argentinien emigriert war und nach dem Untergang des NS-Regimes nach Deutschland zurückgekehrt war, sagte aus, der Verkauf sei ordnungsgemäß vonstattengegangen. Der jüdische Rechtsanwalt, der den Verkauf abwickelte und später selbst zur Flucht gezwungen war, sagte im Entschädigungsprozess aus, er hätte nie daran teilgenommen, wenn Druck auf Heymann im Spiel gewesen wäre. Das Gericht urteilte, dass Heymann, der zunächst in Deutschland blieb, hätte ja warten und später einen besseren Preis erzielen können als 1933, als die Immobilienpreise im freien Fall waren.
Der vom Bundespräsidialamt 2016 beauftragte Historiker Michael Wildt geht davon aus, „dass Gerber Heymanns Notlage ausnutzte.“ Die Heymanns sahen sich nach Warnungen von gut vernetzten Freunden vor 1933, die sie sehr ernst nahmen, in unmittelbarer Gefahr. Der Käufer der Villa, der Potsdamer Verleger Waldemar Gerber, sei dem NS-Regime „vielfältig verbunden“ gewesen und verlegte unter anderem bis zuletzt Durchhalteschriften für die Wehrmacht. Damit sei der Verkauf verfolgungsbedingt gewesen.

## Gedenken
Im Jahr 2014 deckte der Historiker Julien Reitzenstein im Rahmen seiner Recherchen für das Buch Himmlers Forscher die Besitzverhältnisse und den Verkauf der Villa auf. Er nannte das Urteil „zynisch“ und stellte fest: „Unabhängig von der rechtlichen Komponente gibt es die moralische Komponente. Für mich ist gerade das Staatsoberhaupt eine moralische Instanz.“ In der Konsequenz stiftete Reitzenstein zwei Stolpersteine, deren Verlegung jedoch kurzfristig abgesagt wurde.
Der Präsident des Zentralrats der Juden in Deutschland, Josef Schuster, gab folgende Stellungnahme ab:

„Ich sehe aber keinen Grund, die Geschichte des Hauses zu verschweigen. Die Verfolgung der Juden durch die Nationalsozialisten begann damit, Juden systematisch ihre Lebensgrundlage zu entziehen. Das sollte nicht in Vergessenheit geraten.“

Der Historiker Michael Wildt bestätigte in einem öffentlich kritisierten Gutachten für das Bundespräsidialamt die Ansicht des Landgerichts und gab zunächst an, dass man lediglich aus „pädagogischen“ Gründen einen Stolperstein vor der Villa verlegen könne. Nachdem das Präsidialamt auf medialen Druck das Gutachten veröffentlicht hatte, wurden große Lücken des Gutachtens bekannt, worauf Wildt aufgefordert wurde, es nachzubessern.
Auf Grundlage des ersten Gutachtens wurden am 4. Dezember 2017 vor Heymanns ehemaligem Wohnsitz Berkaer Straße 31 zwei Stolpersteine verlegt.
Nach der Nachbesserung des zweiten Gutachtens enthüllte Bundespräsident Frank-Walter Steinmeier am 4. Juni 2018 eine Gedenktafel vor seiner Dienstvilla an der Pücklerstraße. Zuvor hatte sich auch Michael Wildt für eine einordnende Stele ausgesprochen.

## Belege
1. 1 2 3  Julien Reitzenstein: Himmlers Forscher. Wehrwissenschaft und Medizinverbrechen im „Ahnenerbe“ der SS. Verlag Ferdinand Schöningh, 2014, ISBN 978-3-506-76657-1, S. 279.
2. 1 2  Elmar Schütze: Streit um Steinmeiers Dienstsitz – Historiker fordert Stolperstein für Präsidentenvilla. In: Berliner Zeitung, 14. August 2017.
3. 1 2  Michael Wildt: Bericht über die Nachrecherchen zum Fall Heymann. (PDF; 109 kB) bundespraesident.de, 9. April 2018; abgerufen am 29. Juli 2019.
4. 1 2  Claudia Kramatschek, Christoph Kreutzmüller, Michael Wildt: Die Villa in der Pücklerstraße. Hugo Heymann und die Vernichtung der wirtschaftlichen Existenz von Juden im Nationalsozialismus. Hrsg.: Bundeszentrale für politische Bildung. Bonn 2019, ISBN 978-3-7425-0397-8 (bpb.de [PDF]).
5. ↑  Sven Felix Kellerhoff: Das dunkle Erbe der Präsidentenvilla. In: Welt Online. 12. August 2017, abgerufen am 3. Juni 2018.
6. ↑  Til Biermann: Warum erinnert die Bundespräsidenten-Villa nicht an ihre Nazi-Zeit? In: B.Z. 12. August 2017, abgerufen am 3. Juni 2018.
7. ↑  Til Biermann: Unwürdiger Streit. Kein Stolperstein vor der Villa des Bundespräsidenten. In: Bild. 12. August 2017, abgerufen am 3. Juni 2018 (mit einem Faksimile der Stellungnahme von Friedrich Wilhelm Sollmann).
8. ↑  Sven Felix Kellerhoff: Das dunkle Erbe der Präsidentenvilla. In: Die Welt. 12. August 2017 (welt.de).
9. ↑  Andrea Dernbach: Geschichte der Präsidentenvilla: Ein Haus in Dahlem. In: Der Tagesspiegel. 25. Juni 2020, abgerufen am 30. Oktober 2023.
10. ↑  Bundespräsidialamt: Weitere Informationen zur Dienstvilla des Bundespräsidenten in Berlin-Dahlem. In: www.bundespraesident.de. Abgerufen am 30. Oktober 2023.
11. ↑  Andrea Dernbach: Zwei Bundespräsidenten ließen die Geschichte ihrer Berliner Dienstvilla vor und im Nationalsozialismus aufklären. Nun ist neues Material aufgetaucht. In: Der Tagesspiegel. 25. Juni 2020, abgerufen am 30. Oktober 2023.
12. ↑  Unwürdiger Streit. Kein Stolperstein vor der Villa des Bundespräsidenten. In: bild.de. (bild.de [abgerufen am 7. November 2018]).
13. ↑  Sven Felix Kellerhoff: Das dunkle Erbe der Präsidentenvilla. In: Die Welt. 12. August 2017 (welt.de [abgerufen am 7. November 2018]).
14. ↑  Schmargendorf: Haus des Stolperns. Jüdische Allgemeine, abgerufen am 7. November 2018 (englisch).
15. ↑  Kompromiss nach Streit. Stolpersteine für Ex-Besitzer der Präsidenten-Villa. In: bild.de. Abgerufen am 7. November 2018.
16. ↑  Dienstvilla. Steinmeier erinnert an jüdische Vorbesitzer. In: Welt Online. 4. Juni 2018, abgerufen am 19. Juni 2018.
17. ↑  Hugo Heymann und die Dienstvilla des Bundespräsidenten. In: michael-wildt.de/blog. 27. August 2017, abgerufen am 7. November 2018.

| Personendaten    | Personendaten                                           |
| ---------------- | ------------------------------------------------------- |
| NAME             | Heymann, Hugo                                           |
| KURZBESCHREIBUNG | deutscher Jurist, Unternehmer und mutmaßliches NS-Opfer |
| GEBURTSDATUM     | 31. Dezember 1881                                       |
| GEBURTSORT       | Mannheim                                                |
| STERBEDATUM      | 5. Juni 1938                                            |
| STERBEORT        | Berlin                                                  |